# August Wilhelm von Schlegel
August Wilhelm von Schlegel (Hannover, 8 settembre 1767 – Bonn, 12 maggio 1845) è stato uno scrittore, traduttore e critico letterario tedesco, come suo fratello Friedrich Schlegel.

## Biografia

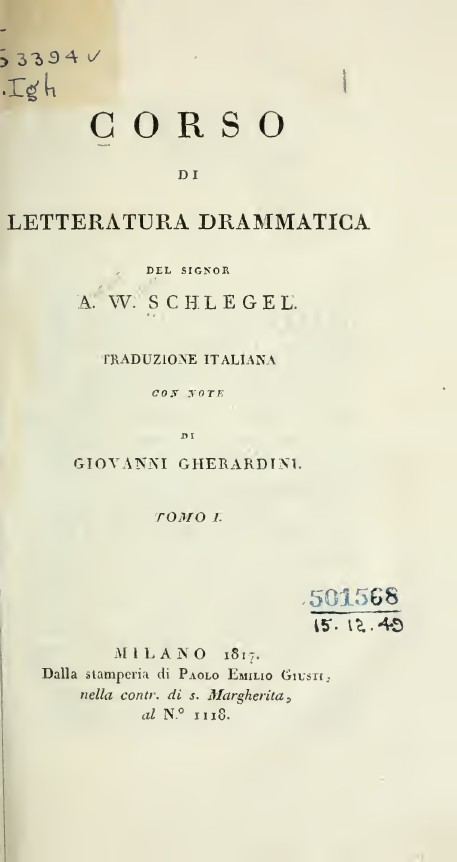
Frontespizio del Corso di letteratura drammatica (Vorlesungen über dramatische Kunst und Literatur, 1809), edizione italiana del 1817

Suo padre,  Johann Adolf Schlegel, era un pastore luterano e un compositore di inni sacri. Nel 1787 iniziò i suoi studi presso l'Università di Gottinga, dove intraprese gli studi di teologia, filologia classica ed estetica. Dopo aver terminato gli studi prestò servizio come precettore privato ad Amsterdam e nel 1796 fece ritorno a Jena per lavorare come critico letterario. In quello stesso anno sposò Caroline Michaelis, con la quale intraprese la traduzione in tedesco delle opere di Shakespeare. La sua attività letteraria inizia nel 1798: in quell'anno pubblicò a Berlino, con la collaborazione del fratello Friedrich e di altri pensatori e poeti come Friedrich Schelling, Ludwig Tieck e Novalis la rivista Athenaeum, che fu portavoce della prima fase del Romanticismo tedesco, quello del Gruppo di Jena.
In seguito insegnò storia dell'arte e della letteratura a Bonn, località da lui amata al punto tale da decidere di esservi seppellito. Negli ultimi anni di vita fu anche critico teatrale e letterario.
Tra le sue opere principali spicca soprattutto il Corso di letteratura drammatica (ovvero, Corso sull'Arte Drammatica, Vorlesungen über dramatische Kunst und Literatur, tenuto a Vienna nel 1809 e pubblicato a Heildelberg nello stesso anno. Una prima pubblicazione è uscita in Italia, a Milano, nel 1817 ad opera del Gherardini), iniziato nel 1809 e finito di stampare due anni dopo. Tale libro ebbe vasta diffusione in Europa e costituì un punto di riferimento teorico per i vari movimenti romantici (dalla lettura di esso fu influenzato Alessandro Manzoni nell'elaborare la sua critica alla tragedia classica).
Fervente liberale, patriota e amico di Madame de Staël, tra il 1808 e il 1817 Schlegel viaggiò con lei in Europa, diffondendo anche all'estero le nuove teorie poetiche.
Notevole influenza sul teatro romantico tedesco ebbero le pregevoli traduzioni di Schlegel di diciassette opere di William Shakespeare, che contribuirono a far conoscere in Germania il grande drammaturgo inglese. Importanti furono anche le sue traduzioni delle opere di Pedro Calderón de la Barca nonché quella, seppure incompleta (1791), della Divina Commedia, che diede inizio agli studi romantici su Dante. A Schlegel si deve anche l'avvio, ma solo in Germania, dello studio del sanscrito. Meno importanti sono le sue opere poetiche e il dramma Ione (1803), ispirato all'omonima tragedia greca di Euripide.

### Filosofia del linguaggio
Nelle sue Lettere sulla Poesia del 1795 indirizzate ad una immaginaria Amalie, Schlegel discute sulla origine del linguaggio, tematica che riprenderà in maniera approfondita nelle sue letture universitarie di Jena e Berlino. Nella sua discussione sul tema dell'origine della lingua umana, Schlegel contrappone due tradizionali scuole di pensiero: la prima, la quale sostiene che il linguaggio sia nato come pura imitazione di oggetti ed eventi esterni; la seconda, per la quale il linguaggio umano è nato semplicemente come espressione spontanea delle emozioni umane tramite suoni. Gli autori a cui fa riferimento sono diversi: Condillac, Hemsterhuis, Karl Phillipp Moritz, August Ferdinand Bernhardi, Johann Gottlieb Fichte, Johann Gottfried Herder e Rousseau. Nella sua opera, tuttavia, Schlegel non concorda con nessuna delle due posizioni, sostenendo che l'analisi sulla origine del linguaggio umano debba avere innanzitutto uno strumento di ricerca adeguato fondato sulla pura e semplice razionalità.